# George Elbridge Whiting
George Elbridge Whiting (* 14. September 1840 in Holliston, Massachusetts; † 14. Oktober 1923 in Cambridge, Massachusetts) war ein US-amerikanischer Komponist und Organist.
Whiting gründete im Alter von fünfzehn Jahren in Hartford/Connecticut eine Beethoven-Gesellschaft. 1862 ging er nach Boston, später nach New York, wo er bei George Washbourne Morgan studierte. Es schlossen sich Studien bei William T. Best in Liverpool und bei Robert Radecke in Berlin an.
Von 1874 bis 1878 war er Organist der Music Hall von Boston und Orgellehrer am New England Conservatory of Music. Ab 1878 war er Organist der Music Hall von Cincinnati/Ohio und unterrichtete am dortigen College of Music. 1883 kehrte er als Lehrer an der New England Conservatory zurück.
Whiting komponierte Messen und Kantaten, einige Orchesterstücke, Orgelwerke und Lieder. Außerdem veröffentlichte er zwei Lehrwerke für die Orgel.

## Kompositionen
- Messe in c-Moll, 1872
- Messe in f-Moll, 1874
- Dream Pictures, Kantate, 1874
- The Tale of the Viking, Kantate, 1878
- Leonora, Kantate, 1880

## Lehrwerke
- The Organist (Boston, 1870)
- The First Six Months on the Organ (Boston, 1871)

| Personendaten    | Personendaten                            |
| ---------------- | ---------------------------------------- |
| NAME             | Whiting, George Elbridge                 |
| KURZBESCHREIBUNG | US-amerikanischer Komponist und Organist |
| GEBURTSDATUM     | 14. September 1840                       |
| GEBURTSORT       | Holliston, Massachusetts                 |
| STERBEDATUM      | 14. Oktober 1923                         |
| STERBEORT        | Cambridge (Massachusetts)                |